# Tea (Dakota du Sud)
Pour les articles homonymes, voir Tea.
Tea est une ville américaine située dans le comté de Lincoln, dans l'État du Dakota du Sud.

## Démographie
| 1910 | 1920 | 1930 | 1940 | 1950 | 1960 |
| ---- | ---- | ---- | ---- | ---- | ---- |
| 134  | 165  | 148  | 165  | 151  | 188  |

| 1970 | 1980 | 1990 | 2000  | 2010  | - |
| ---- | ---- | ---- | ----- | ----- | - |
| 302  | 729  | 786  | 1 742 | 3 806 | - |

Selon le recensement de 2010, Tea compte 3 806 habitants. La municipalité, incorporée en 1906, s'étend sur 1,69 milles carrés (4,38 km2).